# Regimbartina
Regimbartina is een geslacht van kevers uit de familie  waterroofkevers (Dytiscidae).
Het geslacht is voor het eerst wetenschappelijk beschreven in 1911 door Chatanay.

## Soorten
Het geslacht omvat de volgende soort:
- Regimbartina pruinosa (Régimbart, 1895)